# Marie Thérèse Metoyer
Marie Thérèse Metoyer, connue sous le nom de Marie Thérèse Coincoin, née à Natchitoches en 1742 et morte en 1816, est une ancienne esclave noire, affranchie et femme d'affaires de La Nouvelle-Orléans.

## Patronyme
L'identification de Marie-Thérèse Coincoin sous le nom de Marie Thérèse Metoyer est incertaine. Tous les documents connus d'elle  l'identifient sous le nom de "Coincoin" (ou une variante orthographique de ce nom). Un seul document atteste le nom de Metoyer. Il fut rédigé en 1806 à Washington D.C. par le bureau officiel des terres, après la vente de la Louisiane aux États-Unis et à la suite d'une démarche de son fils, Pierre Metoyer, qui portait le nom de son père Claude Thomas Pierre Metoyer ; sa mère ayant été placée sous le régime du plaçage par celui-ci qui était également son maître et son compagnon, et qu'il rendit libre et affranchie comme son fils et ses neuf autres enfants. Ce dernier ne possédait qu'un document rédigé en français et portant l'identité de sa mère ainsi formulé : "Marie Thérèse, Négresse libre".

## Biographie
Marie-Thérèse était la fille de François et Marie-Françoise, deux esclaves appartenant au Chevalier Louis Juchereau de Saint-Denis. Ils se marièrent en 1735 lors d'une cérémonie religieuse voulue par leur maître, comme conversion à la foi de l'Église catholique, en la cathédrale Saint-Louis de La Nouvelle-Orléans. Ils eurent plusieurs enfants dont Marie-Thérèse qui s'intéressa à l'étude de la pharmacologie et de la puériculture. 
Marie-Thérèse eut cinq enfants avec un esclave amérindien. Son maître, Louis Juchereau de Saint-Denis la vendit à un jeune marchand, Claude Thomas Pierre Métoyer, qui en fit sa concubine sous le système du plaçage. Le plaçage, une disposition du Code noir lui permettait de vivre maritalement et légalement avec elle. En 1778, il l'affranchit officiellement ainsi que ses enfants. Métoyer lui donna également un vaste domaine de 280 000 m2 à Melrose situé au bord de la rivière aux Cannes, non loin de la rivière Rouge du Sud.
Devenue libre et riche, elle pratiqua la médecine, grâce à ses connaissances en pharmacologie. Elle devint planteur de tabac dans son domaine devenu une plantation et engagea des esclaves pour le travail. Elle pratiqua également le métier de trappeur.
Elle fonda avec ses enfants l'église Sainte Augustine sur l'Isle Brevelle de Natchez dans la paroisse des Natchitoches, qui fut la première église bâtit par des Noirs aux États-Unis.
En 1816, sentant sa fin de vie approcher, elle divisa en lots son domaine pour chacun de ses enfants survivants. L'un de ces lots deviendra, en 1833, la célèbre Plantation Yucca devenue aujourd'hui la plantation Melrose (en).